# Чемпионат России по футболу среди женщин 2000
Чемпионат России по футболу среди женщин 2000 — 9-й сезон Высшего дивизиона в системе женских футбольных лиг России. Сезон начался 28 апреля 2000 года и завершился 29 сентября 2000 года. Победителем во второй раз стала Рязань-ТНК, получившая право выступать в первом в истории Кубке УЕФА среди женщин.

## Участники
Сводная статистика участников
учтены матчи завершённых сезонов
без учёта мячей забитых в сериях послематчевых пенальти
с учётом технических результатов
легенда
 — команда была Чемпионом
 — команда была вице-чемпионом
 — команда была бронзовый призёром
| команда         | команда   | сезоны | сезоны          | Результаты выступлений | Результаты выступлений | Результаты выступлений | Результаты выступлений | Результаты выступлений | Результаты выступлений | Результаты выступлений | Результат в сезоне 1999    | Примечания                                                                        |
| наименование    | город     | #      | года            | И                      | В                      | Н                      | П                      | ЗМ                     | ПМ                     | РМ                     | Результат в сезоне 1999    | Примечания                                                                        |
| --------------- | --------- | ------ | --------------- | ---------------------- | ---------------------- | ---------------------- | ---------------------- | ---------------------- | ---------------------- | ---------------------- | -------------------------- | --------------------------------------------------------------------------------- |
| Энергия-XXI век | Воронеж   | 8      | 1992—1999       | 171                    | 129                    | 19                     | 23                     | 486                    | 95                     | +391                   | Высший дивизион, 2-е место | Энергия (1992—1998)                                                               |
| ЦСК ВВС         | Самара    | 8      | 1992—1999       | 171                    | 128                    | 25                     | 18                     | 467                    | 102                    | +365                   | Высший дивизион, 3-е место |                                                                                   |
| Чертаново       | Москва    | 8      | 1992—1999       | 170                    | 76                     | 32                     | 62                     | 243                    | 209                    | +34                    | Высший дивизион, 5-е место | СКИФ (Малаховка) (1992) СКИФ-Фемина (Малаховка) (1993) Чертаново-СКИФ (1994—1996) |
| Лада            | Тольятти  | 6      | 1994—1999       | 120                    | 64                     | 14                     | 42                     | 223                    | 186                    | +37                    | Высший дивизион, 4-е место |                                                                                   |
| Волжанка        | Чебоксары | 5      | 1992—1996       | 116                    | 47                     | 20                     | 49                     | 147                    | 137                    | +10                    | Первый дивизион, 1-е место |                                                                                   |
| Кубаночка       | Краснодар | 5      | 1992, 1996—1999 | 104                    | 27                     | 14                     | 63                     | 94                     | 153                    | -59                    | Высший дивизион, 6-е место | Седин-Шисс (1992)                                                                 |
| Рязань-ТНК      | Рязань    | 3      | 1997—1999       | 54                     | 35                     | 7                      | 12                     | 137                    | 55                     | +82                    | Высший дивизион, 1-е место | ВДВ (1997—1999)                                                                   |
| Диана           | Москва    | 1      | 1999            | 20                     | 2                      | 1                      | 17                     | 8                      | 54                     | -46                    | Высший дивизион, 8-е место |                                                                                   |
| Дон-Текс        | Шахты     | —      | —               | —                      | —                      | —                      | —                      | —                      | —                      | —                      | Первый дивизион, 3-е место | дебютант                                                                          |

Команда Высшего дивизиона 1999 Калужанка в связи с финансовыми трудностями прекратила существование в межсезонье.
Занявшая второе место в Первом дивизионе 1999 Русь-Чертаново осталась в Первом дивизионе, потому, что являлась фарм-клубом «Чертаново».
ВДВ сменил название на «Рязань-ТНК».

## Турнирная таблица
| Поз | Команда                   | И  | В  | Н | П  | МЗ | МП | РМ  | О  | Квалификация или выбывание  |
| --- | ------------------------- | -- | -- | - | -- | -- | -- | --- | -- | --------------------------- |
|     | Рязань-ТНК (Рязань)       | 16 | 14 | 1 | 1  | 66 | 8  | +58 | 43 | Групповой турнир Кубка УЕФА |
|     | Энергия-XXI век (Воронеж) | 16 | 13 | 1 | 2  | 60 | 6  | +54 | 40 |                             |
|     | ЦСК ВВС (Самара)          | 16 | 10 | 2 | 4  | 35 | 14 | +21 | 32 |                             |
| 4   | Кубаночка (Краснодар)     | 16 | 9  | 1 | 6  | 22 | 20 | +2  | 28 |                             |
| 5   | Чертаново (Москва)        | 16 | 7  | 3 | 6  | 27 | 30 | -3  | 24 |                             |
| 6   | Лада (Тольятти)           | 16 | 6  | 3 | 7  | 21 | 22 | -1  | 21 |                             |
| 7   | Волжанка (Чебоксары)      | 16 | 3  | 2 | 11 | 7  | 33 | -26 | 11 |                             |
| 8   | Диана (Москва)            | 16 | 3  | 0 | 13 | 13 | 55 | -42 | 9  | расформирован               |
| 9   | Дон-Текс (Шахты)          | 16 | 0  | 1 | 15 | 5  | 68 | -63 | 1  |                             |

Примечания:
- Технический результат в матче «Волжанка»-«Диана» — поражение «Волжанки» со счетом 3:0.

1. ↑  «Диана» в связи с финансовыми трудностями прекратила существование в межсезонье путём преобразования в «Спартак»

## Результаты матчей
9 команд сыграли каждая с каждой в два круга (дома и в гостях).
| Команда                   | Рязань-ТНК | Энергия-XXI век | ЦСК ВВС | Кубаночка | Чертаново | Лада | Волжанка | Диана | Дон-Текс |
| ------------------------- | ---------- | --------------- | ------- | --------- | --------- | ---- | -------- | ----- | -------- |
| Рязань-ТНК (Рязань)       |            | 3:1             | 1:1     | 1:0       | 7:0       | 5:0  | 2:0      | 8:0   | 11:0     |
| Энергия-XXI век (Воронеж) | 1:0        |                 | 1:0     | 5:0       | 1:1       | 3:0  | 4:1      | 8:0   | 10:0     |
| ЦСК ВВС (Самара)          | 3:4        | 1:0             |         | 5:1       | 1:0       | 1:1  | 4:0      | 3:0   | 5:0      |
| Кубаночка (Краснодар)     | 0:3        | 0:1             | 1:0     |           | 2:0       | 1:0  | 2:0      | 3:1   | 3:0      |
| Чертаново (Москва)        | 0:3        | 0:5             | 0:2     | 2:2       |           | 2:1  | 1:0      | 6:1   | 3:0      |
| Лада (Тольятти)           | 2:3        | 0:3             | 3:1     | 2:1       | 1:1       |      | 0:0      | 2:0   | 3:0      |
| Волжанка (Чебоксары)      | 0:4        | 0:6             | 0:2     | 0:2       | 1:2       | 1:0  |          | 0:3   | 2:0      |
| Диана (Москва)            | 0:5        | 0:8             | 1:2     | 0:2       | 1:3       | 0:3  | 1:1      |       | 4:1      |
| Дон-Текс (Шахты)          | 0:6        | 0:3             | 1:4     | 0:2       | 2:6       | 0:3  | 0:1      | 0:2   |          |

 Домашняя победа  •  Ничья •  Домашнее поражение
1. ↑  Технический результат - матч завершился со счетом 1:1, но, в связи с участием у «Волжанки» дисквалифицированного игрока, хозяевам засчитано поражение

## Статистика чемпионата

### Лучшие бомбардиры
| Место | Игрок            | Клуб                      | Голы |
| ----- | ---------------- | ------------------------- | ---- |
| 1     | Ольга Летюшова   | Рязань-ТНК (Рязань)       | 30   |
| 2     | Надежда Босикова | Энергия-XXI век (Воронеж) | 30   |
| 3     | Ольга Кремлева   | ЦСК ВВС (Самара)          | 21   |

### Рекорды сезона
- Самая крупная победа хозяев (+11): 11:0 в матче «Рязань-ТНК»—«Дон-Текс», 20 сентября
- Самая крупная победа гостей (+8): 0:8 в матче «Диана»—«Энергия-XXI век», 20 сентября
- Наибольшее количество забитых мячей в одном матче (11): 11:0 в матче «Рязань-ТНК»—«Дон-Текс», 20 сентября
- Наибольшее количество голов, забитых одной командой в матче (11): 11:0 в матче «Рязань-ТНК»—«Дон-Текс», 20 сентября
- Самый популярный счёт (1:0, 2:0, 3:0): все три — 11 раз (15,49% от сыгранных матчей)

## Символическая сборная
| Сезон | № | Вратари              | Защитники                    | Защитники             | Защитники                  | Защитники                | Полузащитники              | Полузащитники           | Полузащитники      | Полузащитники                 | Нападающие             | Нападающие                 |
| ----- | - | -------------------- | ---------------------------- | --------------------- | -------------------------- | ------------------------ | -------------------------- | ----------------------- | ------------------ | ----------------------------- | ---------------------- | -------------------------- |
| 2000  | 1 | Шульга (Рязань-ТНК)  | Юшкевич (Рязань-ТНК)         | Жихарева (Рязань-ТНК) | Буракова (Энергия XXI-век) | Филиппова (ЦСК ВВС)      | Комарова (ЦСК ВВС)         | Светлицкая (ЦСК ВВС)    | Фомина (Чертаново) | Григорьева (ЦСК ВВС)          | Барбашина (Рязань-ТНК) | Летюшова (Рязань-ТНК)      |
| 2000  | 2 | Петько (ЦСК ВВС)     | Дмитриенко (Энергия XXI-век) | Н. Карасёва (ЦСК ВВС) | Брылёва (ЦСК ВВС)          | Феколкина (Чертаново)    | Шмачкова (Рязань-ТНК)      | О. Карасёва (Чертаново) | Егорова (ЦСК ВВС)  | Цуркан (Рязань-ТНК)           | Савина (ЦСК ВВС)       | Босикова (Энергия-XXI век) |
| 2000  | 3 | Пичугова (Чертаново) | Батищева (Диана)             | Е. Иванова (Лада)     | Сергаева (Лада)            | Саенко (Энергия-XXI век) | Струкова (Энергия-XXI век) | Верезубова (Рязань-ТНК) | Скотникова (Лада)  | Халимдарова (Энергия-XXI век) | Геворкян (Рязань-ТНК)  | Кремлева (ЦСК ВВС)         |